# إليورو باريدس
إليورو باريدس (بالإسبانية: Elioro Manuel)‏ هو لاعب كرة قدم باراغواياني. يلعب في حراسة المرمى. سبق له أن لعب في كأس العالم لكرة القدم مع منتخب بلاده.

## المسيرة الاحترافية

### أندية لعب لها
- سبورتيفو لوكوينو

## روابط خارجية
- إليورو باريدس على موقع الاتحاد الدولي (مؤرشف)  (الإنجليزية)
- إليورو باريدس على موقع Soccerway.com (الإنجليزية)
- إليورو باريدس على موقع عالم كرة القدم.نت (الإنجليزية)